# Елисавчич, Тико
Тихомир (Тико) Елисавчич (серб. кир. Тихомир Тико Јелисавчић; 1929, Югославия — 29 июня 1986, Канкун, Кинтана-Роо) — югославский футболист, нападающий и тренер.

## Клубная карьера
Елисавчич родился в Ужице и начал футбольную карьеру в юношеской команде белградского «Партизана». Выступал за клуб в сезонах 1952/53 и 1953/54, не имея статуса основного игрока, принял участие в турне клуба по Южной Америке.
В 1955 году перешёл в БСК, в составе которого за два сезона стал обладателем Кубка Югославии и серебряных медалей чемпионата. Два сезона выступал за югославский «Вардар» и четыре года за «Обилич». В 1962 году переехал в Австралию, где помог основанной югославскими эмигрантами команде «Югал» выиграть переходной матч за место в Первом дивизионе.

## Тренерская карьера
В 1965 году возглавил национальную сборную Австралии, руководил командой в первом матче квалификации на ЧМ против КНДР. Всего во главе команды провёл 15 матчей, 6 раз победил, 4 раза сыграл вничью и 5 раз проиграл.
В 1974 году стал главным тренером сборной Нигерии, с которой занял третье место на Кубке африканских наций 1976, а затем повторил это достижение на следующем турнире в Гане. В благодарность за заслуги Елисавчич получил прозвище «отец Тико».
Выйдя на пенсию и поселившись в курортном мексиканском городе Канкун, Тихомир познакомился на отдыхе с мэром города, который уговорил его возглавить местную команду из третьего дивизиона. 22 июня 1985 года югославский тренер без знания испанского языка провёл первую тренировку с клубом. Елисавчич вывел команду во второй дивизион в атакующем стиле — команда забила 95 голов, он также отклонил предложение от клуба первого дивизиона.
Летом 1986 года, за три тура до окончания первенства, Елисавчич принял предложение клуба «Четумаль», боровшегося за выживание. После достижения нужного результата Тико вместе с президентом клуба смотрел финальный матч чемпионата мира и после этого должен был отправиться обратно в Канкун. Позже вечером Елисавчич погиб в автокатастрофе на склоне посёлка Пуэрто-Авентурас. На похоронах присутствовали белградские журналисты и друг Тико Бора Милутинович.